# Eracle e l'Idra di Lerna
Eracle e l'Idra di Lerna è un dipinto a olio su tela (175,3×154 cm) realizzato nel 1876 dal pittore francese Gustave Moreau e conservato all'Art Institute of Chicago.

## Descrizione e stile
A lungo affascinato dalla figura di Eracle, Moreau diede libero sfogo alla sua fantasia con questo dipinto che, pur radicato nella tradizione romantica, fonde insieme misticismo e simbolismo, l'eroico e il grottesco. Sulla sinistra si erge immobile Eracle, prossimo a compiere la seconda delle sue dodici fatiche, dipinto con caratteristiche simili a quelle del dio Apollo. Sulla destra si innalza l'Idra di Lerna con le sue molteplici teste serpentine e su tutte si staglia la settima testa, quella immortale. Intorno a loro e tra di loro giacciono i corpi delle vittime del mostro in diversi stati di decomposizione, da persone appena uccise a teschi.
Nonostante la violenza dell'episodio, il dipinto è caratterizzato da grande immobilità: Moreau rappresenta la quiete prima della battaglia. Eracle e l'Idra di Lerna diventa, a livello allegorico, non solo una lotta tra Ercole e il mostro, ma una vera e propria lotta tra il bene e il male. A lungo i critici hanno dibattuto sul significato dell'opera. Per alcuni l'Idra rappresenta il pericolo dell'anarchia posto dalla Comune del 1871, mentre per altri il dipinto rappresenta la guerra franco-prussiana.